# Thanatus schubotzi
Thanatus schubotzi es una especie de araña cangrejo del género Thanatus, familia Philodromidae. Fue descrita científicamente por Strand en 1913.

## Distribución
Esta especie se encuentra en África Central.